# Uli Marchsteiner

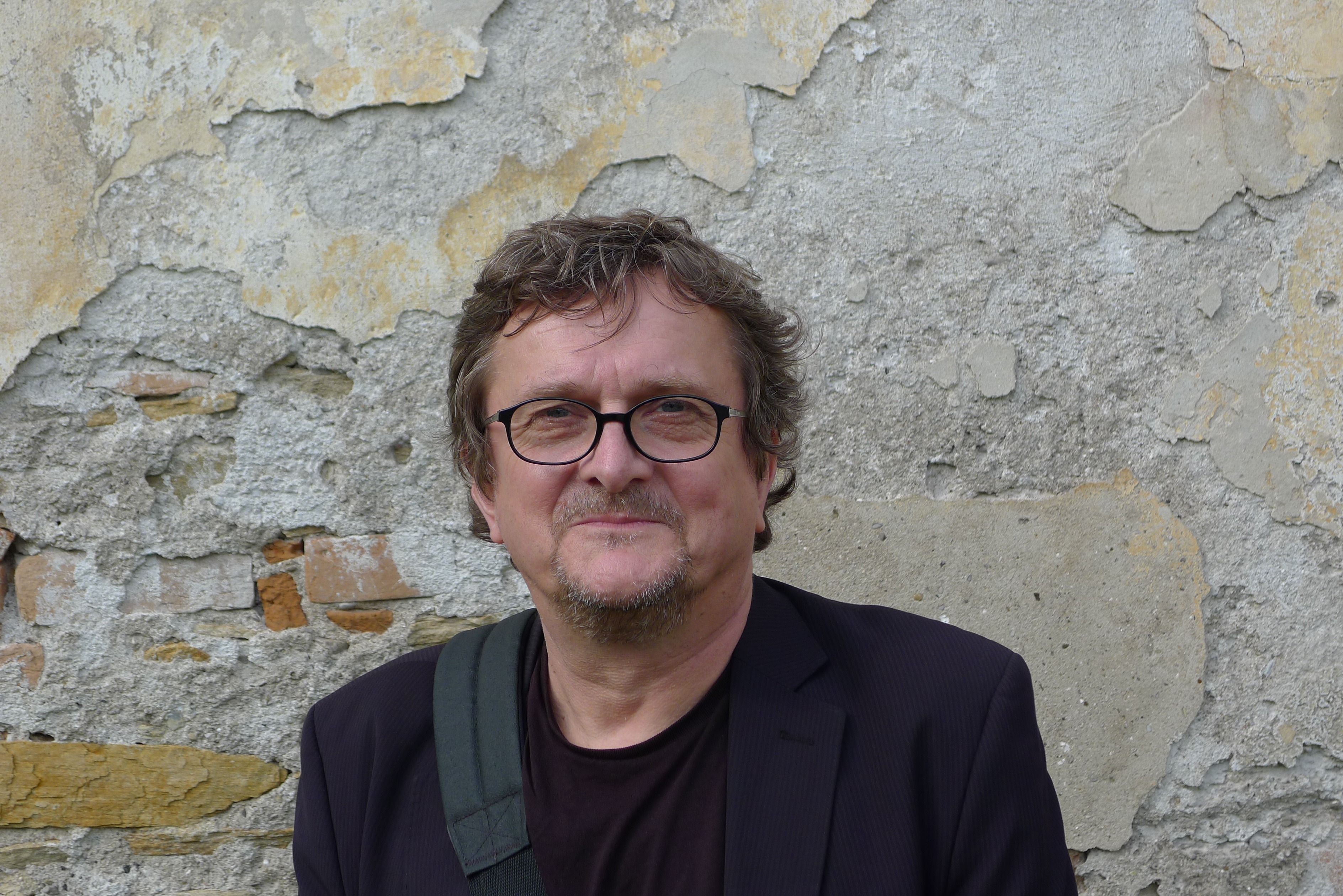
Uli Marchsteiner

Uli Marchsteiner (auch Ulrich Marchsteiner; * 12. Jänner 1961 in Schärding, Oberösterreich) ist ein österreichischer Designer und Kurator. Er lebt und arbeitet in Barcelona, Katalonien.

## Leben
Nach Besuch des BORG in Ried im Innkreis studierte Marchsteiner an der Hochschule für künstlerische und industrielle Gestaltung in Linz in der Meisterklasse für Visuelle Gestaltung, welches er 1984 mit Diplom bei Laurids Ortner abschloss. 
Nach dem Studium übersiedelte Marchsteiner nach Barcelona, wo er seither lebt und als Ausstellungsarchitekt, Produktdesigner, Designtheoretiker und -kurator tätig ist.
Von 1985 bis 1993 arbeitete er als Möbeldesigner bei dem spanischen Architekten Óscar Tusquets und entwickelte unter anderem Produkte für internationale Firmen wie B.D. Ediciones de Diseño, Driade, Vorwerk.
1993 gründete Marchsteiner das Büro umd/c in Barcelona.
2014 promovierte er mit dem Thema Der leere Raum als Paradigma der Moderne bei dem Kulturwissenschaftler Thomas Macho an der Universität für künstlerische und industrielle Gestaltung in Linz.
Uli Marchsteiner unterrichtete an zahlreichen Universitäten als Gastprofessor, Lehrbeauftragter und in Masterkursen. Weiters war er Jurymitglied in vielen Designwettbewerben. Seit 2013 ist Marchsteiner an der Designuniversität EINA in Barcelona Professor für Möbeldesign und Ausstellungskuratorium.    

## Lehrtätigkeit
- 1991 Gastseminar an der Universität für angewandte Kunst Wien bei Carl Auböck
- 1993–1999 Professur an der Hochschule für Design und Technologie Elisava in Barcelona. Teilnehmer und Projektleiter des internationalen Ausstellungsprojekts “Netz Europa”
- Seit 1998 Lehrtätigkeit an der Designhochschule EINA in Barcelona
- 2003 Gastseminar an der Bauhaus-Universität Weimar
- 1997–2000 und 2003–2010 Lehraufträge an der Designhochschule Esdi in Sabadell
- 2003–2005 Lehrbeauftragter für Architektur, Kunst und temporäre Raumgestaltung an der Escola Tècnica Superior d’Arquitectura de Barcelona (ETSAB) in Barcelona
- Seit 2013 Professur an der Designuniversität EINA in Barcelona
- Seit 2015 Lehrauftrag für Designgeschichte an den Privatuniversitäten Istituo Europeo di Design und LCI, Barcelona

## Kongresse
- 2008 Kurator und Organisation von Liquid Sky – Horizons of Architecture and Design of the 21st century, internationaler Architektur- und Designkongress auf der Expo 2008 in Saragossa
- 2012 Vorsitzender des 2nd International Congress of Design and Innovation of Catalonia, organisiert von der Hochschule für Design Esdi Sabadell

## Ehrenamtliche Tätigkeiten
- 1994–1996 Mitglied des Aufsichtsrats des ADI-FAD (Berufsverband der Industriedesigner), Barcelona
- Seit 1995 Mitglied des BEDA (Bureau of European Design Association)[2]
- 2006–2009 Präsident und Leiter des Aufsichtsrats des ADI-FAD

## Kurator und Ausstellungsarchitekt

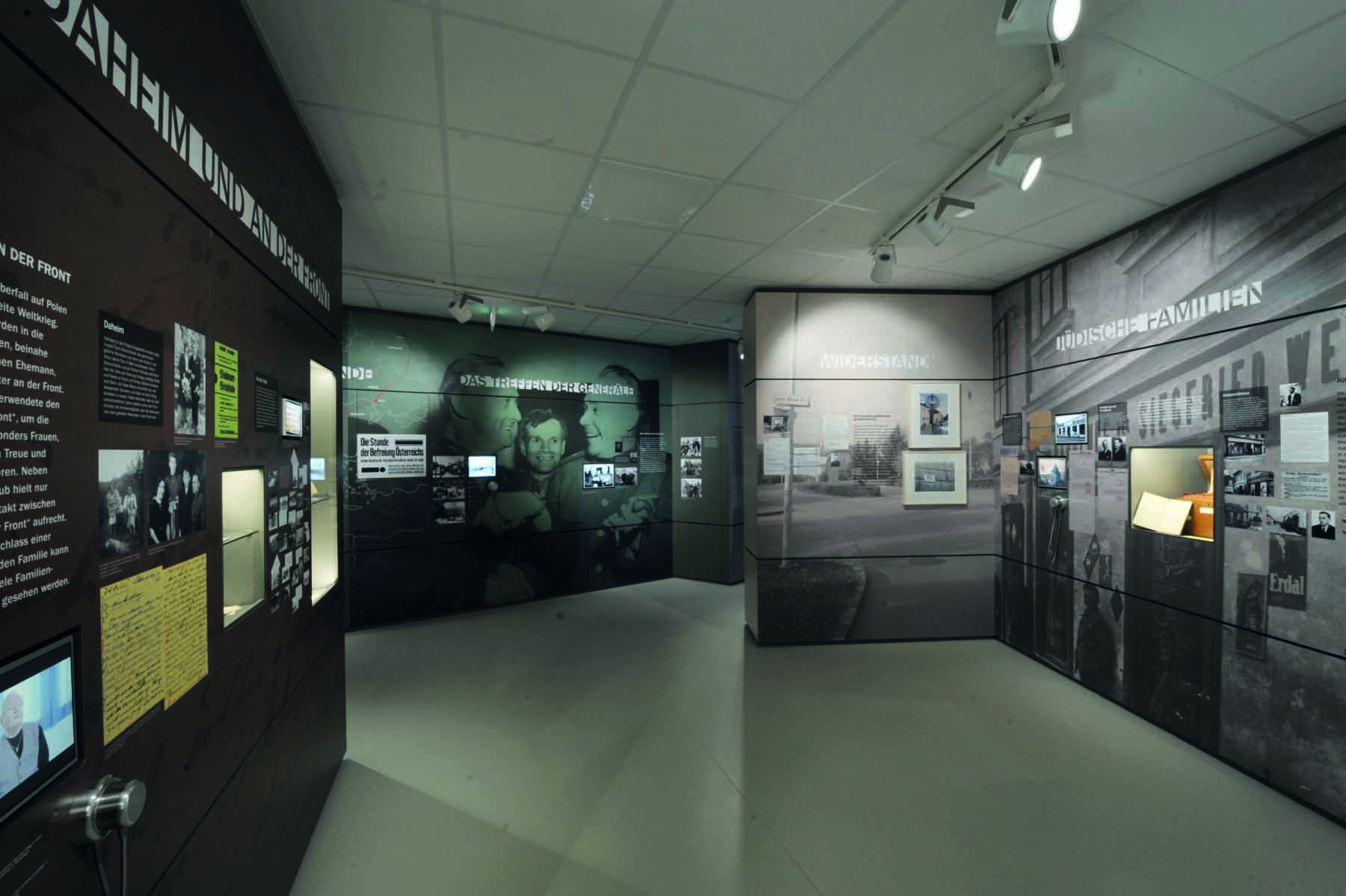
Ausstellungsgestaltung "Erlauf erinnert"

- 1987 Mitarbeit und Realisierung des Beitrags von Oscar Tusquets für die documenta 8, Kassel.
- 1987 Ausstellungsarchitektur für die Präsentation der Stuhlserie Gaulino, gemeinsam mit Oscar Tusquets. Sala Vinçon Galerie, Barcelona
- 1990 Mitarbeit, Planung und Realisierung der Ausstellung Oscar Tusquets: Objets dans le Parc im Parc de la Villette, Paris
- 1991 Oscar Tusquets: Objets dans le Parc, Barcelona, I. Designbiennale Primavera del Disseny
- 1995 Tetris & Jeroglíficos, Möbelobjekte, Einzelausstellung im Rahmen der III. Designbiennale Primavera del Disseny in der Galerie H2O, Barcelona
- 1996 Ausstellungskuratur Werk’zeuge-Design des Elementaren in der Landesgalerie Linz
- 1996 Ausstellungsarchitektur von Guerras Fratricidas (Brüderkriege) für Magnum Photos im Kulturzentrum der La Caixa Foundation, Barcelona
- 1998–2001 Kurator für Design an der Kunsthalle Krems
- 2001 Kurator und Gesamtleitung der VI. Designbiennale Primavera del Disseny, Barcelona
- 2002 Kurator der Ausstellung A su servicio, im Museu de les Arts Decoratives de Barcelona
- 2004 Kurator des Projekts Igual_Mente_Diferentes (Gleich und doch Verschieden) im Rahmen des internationalen Kulturforums Forum de las Culturas 2004, Barcelona
- 2005 Kurator und Ausstellungsgestaltung von Coses de Casa (Dinge im Haus) für das Historische Museum, Sabadell
- 2006 Kurator und Gestaltung von Campeones Cada Día (Champions des Alltags) für ADI-FAD
- 2006 Ausstellungsgestaltung der IV. Europäischen Biennale für Landschaftsarchitektur, Barcelona
- 2006 Einzelausstellung UMD/C 95-05 in der Galerie H2O und in der Galerie Göttlicher in Krems
- 2008 Kurator und Ausstellungsarchitekt von The Utility of Emptiness im Museu del Disseny, Barcelona
- 2010 Co-Kuratorium mit Viviana Narotzky der Ausstellung Premios Delta 50 años con el diseño (50 Jahre Delta Design Award) im Palau Robert, Barcelona
- 2011–2012 Ausstellungsarchitektur und Gestaltung der Ausstellung Otro Egipto–La colección copto del Louvre (Das andere Ägypten – Die koptische Sammlung des Louvre) für La Caixa Foundation und in Zusammenarbeit mit dem Musée du Louvre, Paris
- 2012 Kurator der Ausstellung The Cuckoo Syndrome – Design parasitärer Produktionsprozesse Kunstraum Niederösterreich in Wien im Rahmen der Vienna Design Week 2012.
- 2015 Gesamtgestaltung und Museografie des Friedensmuseums Erlauf erinnert, Erlauf[3]
- 2015–2019 Kurator und Ausstellungsgestaltung für die Wanderausstellung On van els residus? (Wohin geht unser Müll?) für die Stadtgemeinde Barcelona
- 2017 Ausstellungs- und Kataloggestaltung für die Wanderausstellung Cavallers i Ferrers al castell de Rocabruna (Ritter und Schmiede auf Burg Rocabruna) im Kulturzentrum der Diputació de Girona, Girona und in der Klosterkirche Sant Pere, Camprodon

## Produktdesign

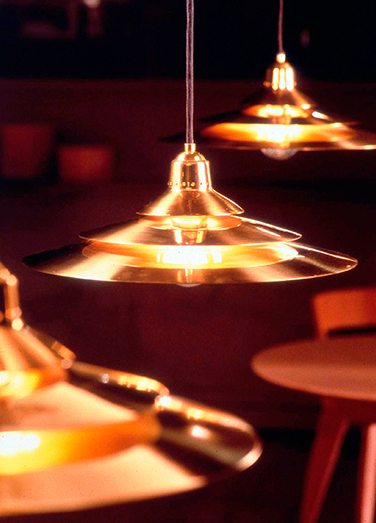
Leuchte Cymbal

- 1992 Leuchte Cymbal für Santa & Cole
- 1995 Erster Preis beim internationalen Wettbewerb für das neue Tafelgeschirr der Republik Österreich (Porzellan, Besteck, Kristallglas, Textilien). Die Prototypen seiner Entwürfe sind in der kaiserlichen Silberkammer in der Hofburg in Wien zu sehen
- 1996 Entwurf Faltstuhl Plia für Carlos Jané Camacho, Barcelona
- 1997 Leuchte Nuvia für Marset, Barcelona
- 2003 Schmuckentwurf für Farmácia (Silberring mit medizinischem Behältnis), für die Galerie H2O, Barcelona
- 2003 Zweiter Preis für den Stuhl Plia beim Wettbewerb Manacor, Mallorca
- 2008 Entwurf und Entwicklung Besteckservice Online für Comas & Partners
- 2008–2010 Entwurf und Entwicklung der LED-Straßenbeleuchtung Wind für Troll

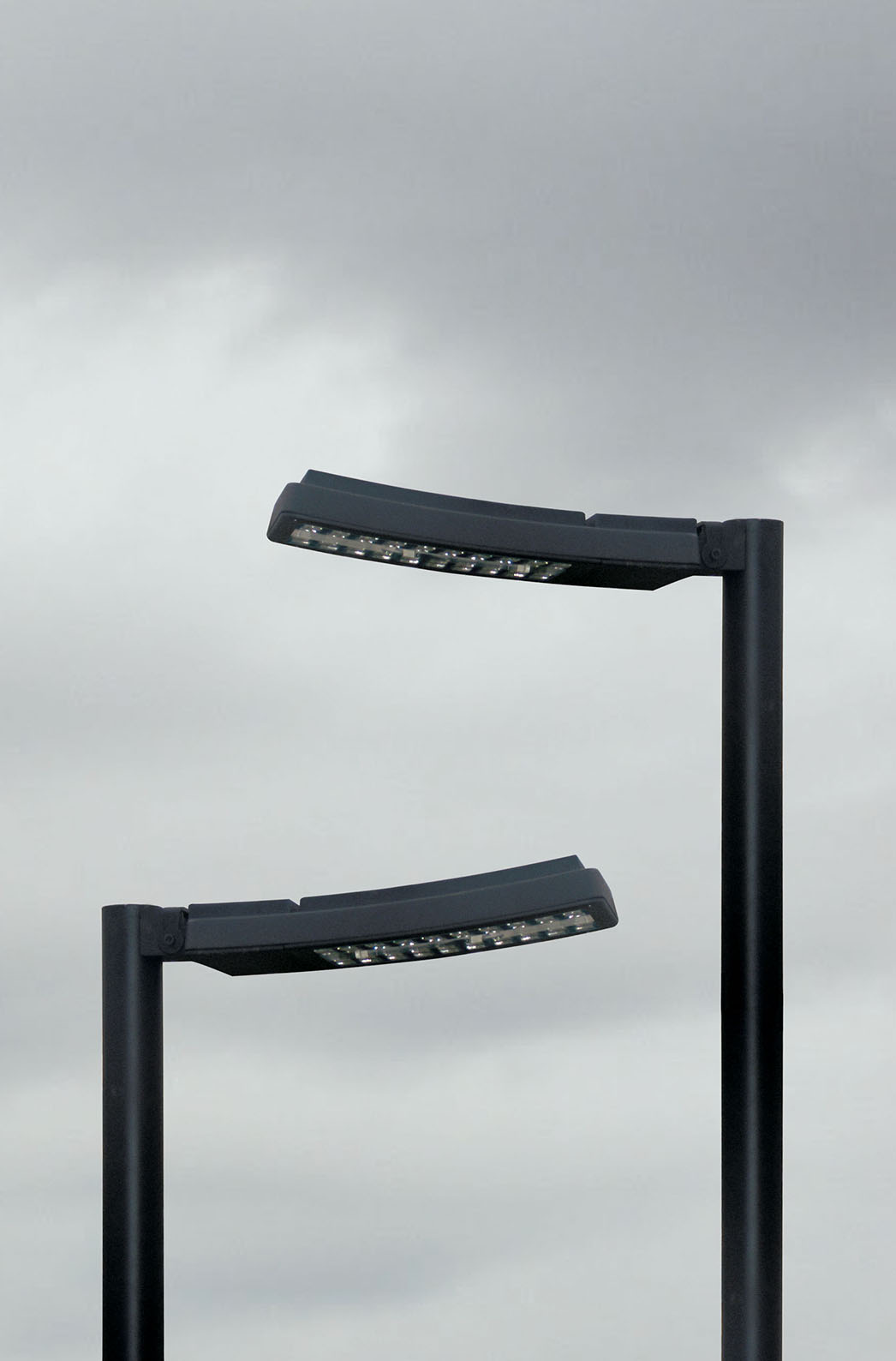
Leuchte Wind

- 2009–2010 Entwurf und Realisierung von Holzmöbeln für den öffentlichen Bereich in Zusammenarbeit mit traditionellen Handwerkern in Sant Hilari (Girona), als Teil des Großprojekts Oficis singulars
- 2019 Entwurf und Entwicklung der LED Strassenbeleuchtung Circular für Iluca

## Publikationen
- 1995 Uli Marchsteiner, Designer 1985–1995, Galerie H2O im Rahmen der III Primavera del Disseny–Barcelona Designbiennale
- 1996 Werk’zeuge – Design des Elementaren, Katalog O.Ö. Landesgalerie, Linz, Nr. 102, ISBN 3-900746-97-4, 192 S.
- 2001 Primavera del Disseny 2001–VI International Design Festival Barcelona, Katalog der Landesregierung Katalonien, Stadtgemeinde Barcelona, 2001, ISBN 84-607-2114-0, 192 S.
- 2004 Equally_Different – Everyday objects from around the world, Katalog des Fomento de Artes y Diseño (FAD) und dem Forum Barcelona 2004, Verlag Lunwerg Editores, ISBN 84-9785-089-0, 247 S.
- 2006 umdc uli marchsteiner, designer/curator, Galerie H2O, ISBN 84-932554-4-0
- 2008 The Utility of Emptiness,  Katalog für das Barcelona Institute of Culture (City Council), ISBN 978-84-9850-075-2, 135 S.
- 2010 The Wood from Sant Hilari Sacalm, Kollektion von Uli Marchsteiner für Artesanía Catalunya, CCAM Barcelona
- 2012 The Cuckoo Syndrome – Design parasitärer Produktionsprozesse, Katalog für den Kunstraum Niederösterreich, ISBN 3-85460-276-0, 62 S.

## Auszeichnungen
- 2010 Kunstwürdigungspreis der Stadt Linz für Design[4]